# Mariano Almandoz
Luis Mariano Almandoz (Rauch, Provincia de Buenos Aires, Argentina; 10 de enero de 1994) es un futbolista argentino que se desempeña como defensa.

## Trayectoria
Fue formado en las inferiores de Argentinos Juniors. Debutó en el primer equipo del "Bicho" el 27 de mayo de 2013 en el empate 0-0 contra Estudiantes de La Plata, jugando todo el partido. Al no tener oportunidades en el equipo de "La Paternal", parte a principios del año 2016 a Comunicaciones de la Primera B Metropolitana, acá tampoco tuvo muchas posibilidades de jugar, a mediados del año 2016 se transforma en refuerzo del club Ferrocarril Roca, el 3 de enero de 2017 Almandoz es presentado en Deportes Temuco, siendo esta su primera experiencia internacional.
En 2018 fue anunciado como nuevo jugador del Sportivo Italiano argentino.

## Clubes
| Club               | País      | Año       | PJ | Goles |
| ------------------ | --------- | --------- | -- | ----- |
| Argentinos Juniors | Argentina | 2013-2015 | 5  | 0     |
| Comunicaciones     | Argentina | 2016      | 5  | 0     |
| Ferrocarril Roca   | Argentina | 2016      | 8  | 0     |
| Deportes Temuco    | Chile     | 2017      | 1  | 0     |
| Sportivo Italiano  | Argentina | 2018-2019 | 0  | 0     |